# Jordi Viader i Riera
Jordi Viader i Riera (Barcelona, 7 de novembre del 1954) és un periodista, doctor en història, escriptor, entomòleg i multicol·leccionista. Va treballar a Televisió de Catalunya des de la seva fundació, i és membre de diverses entitats científiques dedicades a l'estudi dels insectes.

## Biografia
És fill de Joan Viader Roger, creador del Cacaolat i net de Marc Viader Bas, fundador de S.A. Letona.
Des de 1982 ha publicat cinc llibres de narracions, cinc novel·les i tres llibres de viatges, també ha conreat la prosa poètica i el teatre.
Com a periodista ha treballat a diversos diaris i gabinets de premsa i ha estat col·laborador de nombrosos mitjans de comunicació entre d'altres al diari Avui, en què va formar part del grup d'escriptors que firmaven la secció «Apocalíptics i integrats», i les revistes El Món, El Médico i La Guía del Ocio.
Ha estat cap de les seccions de Cultura (1987-1989) (1999-2002) i de Societat dels Serveis Informatius de Televisió de Catalunya, i Cap d'Edició dels Telenotícies Migdia (cap de setmana i vespre). Ha estat director del programa Escena del canal 33 durant la temporada 2002-2003, editor del programa Campus33 entre 2003 i 2005, director de la tercera temporada de Caçadors de bolets (2006), director de La Rentadora (2006 i 2007) i director i guionista de Col·leccionistes (2009). Va escriure i dirigir el capítol dedicat a Barcelona de la sèrie que sobre ciutats europees va coordinar i promoure la BBC l'any 1992.
Ha estat redactor en Cap de la revista Reptilia, especialitzada en rèptils, amfibis i artròpodes i membre de la Junta directiva de la Societat Catalana de Lepidopterologia i del Consell de redacció del butlletí de l'esmentada societat. Autor de diversos treballs i comunicacions sobre lepidopterologia, a més d'articles de divulgació i conferències.

## Obra bibliogràfica

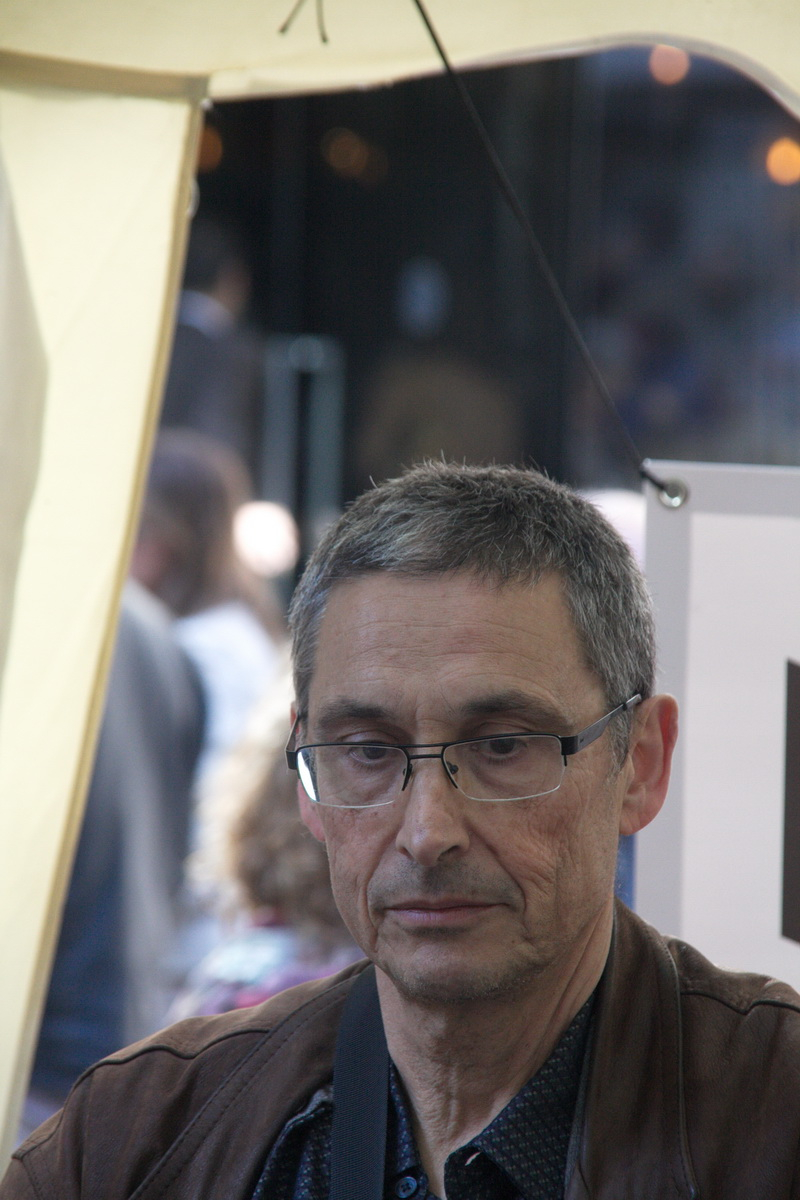
Jordi Viader a la Diada de Sant Jordi de 2015

### Ficció
- Trinxeraires de París (1982), comèdia musical, estrenada amb el títol L'Ascensió d'en Sergi.
- La coixinera Steppen, relats, Premi El Brot (Barcelona: Pòrtic, 1983). ISBN 8473062078
- Tarda de reis... tarda de crim, novel·la (Barcelona: Pòrtic, 1984). ISBN 8473062256
- Quan van dir-m'ho, no m'ho creia", relats, Premi Abril (València: Institut Juan Gil-Albert, 1985). ISBN 84-398-4059-4
- Ni una gota de sang xarnega, relats, Premi Documenta de narrativa (Barcelona: Edicions 62, 1986). ISBN 8429724338
- Ni Espanya, ni França, País Italià, relats (Barcelona: Pòrtic, 1987). ISBN 8473062930
- Joc per a solitaris, novel·la (Barcelona: Pòrtic, 1989 ISBN 8473063783)
- La papallona misteriosa, novel·la juvenil (Barcelona: Cruïlla, 1993. 6 edicions). ISBN 8476297718
- Les temptacions del Dr. Sargavall (2009) Novel·la eròtica (Madrid: Bubok Publishing S.L., 2009)
- Joc d'agonitzants Novel·la (Madrid: Bubok Publishing S.L., 2009)
- El sentit de l'existència Relat (Madrid: Bubok Publishing S.L., 2009)

### No ficció
- Aproximació a l'estudi dels Viader de Cardedeu (Barcelona: Autor, 1988)
- Aproximació a l'estudi dels Viader de Granollers (Barcelona: Autor, 1991)
- Aproximació a l'estudi dels Viader de Sabadell (Barcelona: Autor, 1991)
- Jordi Viader i cols. Catàleg de la col·lecció entomològica: Rhopalocera (Barcelona: Autor, 1992)
- Jordi Viader i cols. Catàleg de plaques de cava i vins escumosos (Barcelona: Infoplaca, 2008) (quatre altres edicions per BBB Beumer el 1998, el 2003, el 2006 i el 2008)
- Pilar Vidal i Jordi Viader Catálogo de billetes de lotería (Barcelona: BBB Beumer, 2002)
- Contribució a un catàleg dels lepidòpters de Catalunya, Lepidoptera: Hesperioidea, papilionoidea, extret de Treballs de la Societat Catalana de Lepidopterologia vol. XII (1992) p.25-42
- Jordi Viader i cols. Recull de plaques diverses (Barcelona: BBB Beumer, 2005)
- Sobre la distribució de les papallones de Catalunya: bases per a una cartografia dels ropalòcers del nord-est peninsular. Fam. Pieridae Duponchel, 1832, extret de Treballs de la Societat Catalana de Lepidopterologia vol. XIII (1993-1994), p. 57-88
- Un passeig pel campus Entrevistes (Llibre col·lectiu). (Barcelona: Universitat de Barcelona, 2008). ISBN 978-84-475-3261-2
- First time in India? Diari de viatge. (Madrid: Bubok Publishing S.L., 2009)
- Selam Etiòpia! Diari de viatge. (Madrid: Bubok Publishing S.L., 2009)
- Mars de sorra Diari de viatge. (Madrid: Bubok Publishing S.L., 2009)
- Del Cacaolat al Cacaollet. Els Viader, industrials lleters (1879-1979) Història contemporània. (Madrid: Bubok Publishing S.L., 2011) ISBN 978-84-9981-436-0
- Catàleg Viader de Plaques de Cava (Barcelona: Autor, 2011)
- 50 Cims en 25 ascensions! Muntanyisme. (Madrid: Bubok Publishing S.L., 2011)
- La gran aventura del Cacaolat (Barcelona: Autor, 2016)
- Emocions Infinites. Xavi Arias, un català als sostres del Món (Barcelona-Espugues: Infinit Emotions, 2016)
- Historia del cupón benéfico en España (Barcelona: Autor, 2021)

## DVD
- Direcció de la sèrie de Televisió de Catalunya Col·leccionistes, produïda per Diana Domínguez (13 capítols elaborats i emesos en el 2009)
- Direcció de la sèrie de Televisió de Catalunya La rentadora, realització de Lluís Bernabé, i realització del Departament de Documentals Nous Formats de TVC (18 capítols elaborats i emesos en el 2006)
- Direcció del documental de Televisió de Catalunya 1992!, amb producció de Víctor Carrera i realització de Marià Ejarque (1996)